# Berthel Laersen
Berthel Laersen (1722, Kodaň – 10. prosince 1782, Kangamiut) byl dánský misionář, kněz a grónský průkopník.

## Životopis
O původu Berthela Laersena je známo jen málo. Jeho otec byl soustružník dřeva a zemřel mladý. Vyrůstal proto v sirotčinci, kde se mu dostalo pietistické výchovy. Vedení sirotčince na chlapce upozornilo Hanse Egedeho a společně s dalším chlapcem z domova byl Berthel vyškolen jako katecheta, aby pomáhal při misijní práci v Grónsku.
V roce 1739 byl poslán do Nuuku (tehdy Godthåbu), kde ho Niels Egede v prvním roce učil grónskému jazyku. Byl mimořádně schopný a byl zaměstnán v dánské misii spolu s misionářem Christianem Drachardtem, ale byl silně ovlivněn učením Moravských bratří. V roce 1744 se oženil se Susannou (asi 1722–1779), Grónkou. Když Drachardt v roce 1751 misii opustil, zůstal Berthel Laersen na rok sám. Také nový misionář byl s katechetou plně spokojen a velmi litoval, když byl Berthel Laersen v roce 1757 přeložen do Kangamiutu (Sukkertoppen).
Anders Olsen zde v té době pracoval jako správce kolonie, ale ne jako misionář. Za Berthela Laersena počet pohanů rychle klesal, ale nesměl je sám křtít, musel čekat na návštěvu misionáře z Nuuku, který však přijížděl maximálně jednou ročně. Několikrát kritizoval, že na jeho místě není žádný misionář, a žádal, aby tam byl jeden přeložen, než bylo nakonec rozhodnuto, že bude pro svou výkonnost misionářem jmenován on sám. V roce 1764 byl v Nuuku vysvěcen na kněze. Spolu se svými syny Josefem (1745–1800), Frederikem (1750–1828) a Jakubem (1759–1811) pokračoval v misii v Kangamiutu. Kvůli kritice ze strany obchodu byli nuceni proselytovat Gróňany v místech jejich bydliště, místo aby je shromažďovali v kolonii, protože tím utrpěly příjmy z lovu, což znehodnotilo obchody. Jeho dcera Kirsten (1756–1791) byla provdána za pomocníka Jense Nicolaje Bidstrupa, který v kolonii pracoval, zatímco starší dcera Marie Elisabeth (1747–1779) byla provdána za správce kolonie Hanse Rasmussena Storma (1734–1781)
V roce 1781 byla kolonie přestěhována do dnešního Maniitsoqu, ale Berthel zůstal žít se svou rodinou v Kangaamiutu. Zemřel o rok později ve věku 60 let. Podle legendy ho zavraždila jedna grónská žena čarodějnictvím. Prostřednictvím svých synů se Berthelsen stal praotcem rozsáhlého a významného rodu Berthelsenů. Jeho smrt a přesun kolonie jsou považovány za spoluzodpovědné za vznik hnutí Habakuk od roku 1787.